# Уэр, Престон
Престон Уэр-младший (англ. Preston Ware Jr.; 12 августа 1821, Рентем, Массачусетс — 29 января 1890, Бостон) — американский шахматист, мастер. Участник ряда крупных международных и американских соревнований.

## Биография
Был членом шахматного клуба «Желтый мандарин» (букв. «Мандарин с желтой пуговицей» — «Mandarins of the Yellow Button») в Бостоне. Членами клуба также были Дж. Ф. Барри, К. Ф. Бьюрилл, Ф. Х. Харлоу, д-р Э. М. Харрис, С. Ф. Ховард, майор О. Э. Михаэлис, ген. У. К. Пэйн, д-р Х. Ричардсон, С. У. Сноу, Г. Н. Стоун, Ф. Ноулз-мл. На основе этого клуба позже был создан бостонский шахматный клуб им. Дешапеля.
Участвовал в венском турнире 1882 года (выиграл партию у Стейница на 113-м ходу). Играл в трех конгрессах Американского шахматного союза.
Отличался эксцентричной постановкой дебюта. Ввел в широкую практику дебют 1. a2—a4 (см. Дебют Уэра). Часто применял построение с ходами 1. d2—d4 и 2. f2—f4 вне зависимости от ходов черных. За черных часто на 1. e2—e4 отвечал a7—a5.

## Спортивные результаты
| Год  | Город       | Соревнование                                | + | −  | = | Результат | Место |
| ---- | ----------- | ------------------------------------------- | - | -- | - | --------- | ----- |
| 1871 | Кливленд    | 2-й конгресс Американского шахматного союза | 9 | 7  | 2 | 9 из 16   | 5—6   |
| 1876 | Филадельфия | 4-й конгресс Американского шахматного союза | 2 | 8  | 4 | 6 из 14   | 7     |
| 1880 | Нью-Йорк    | 5-й конгресс Американского шахматного союза | 4 | 11 | 3 | 5½ из 18  | 7—8   |
| 1882 | Вена        | Международный турнир                        | 9 | 17 | 4 | 11 из 30  | 16    |